# 열아홉 서른아홉
열아홉 서른아홉은 2022년에 개봉한 대한민국의 영화이다.

## 소개
찬란히 빛나던 여고 시절을 지나, 반장 ‘연미’의 카페에서 재회한 동창생들이 20년간 숨겨온 비밀을 마주하고 서로를 이해하며 성장하는 감성 힐링 드라마

## 캐스팅
- 이소연 : 박연미 역 (아역: 최혜진)
- 전혜빈 : 정주리 역 (아역: 최다음)
- 정수영 : 남희남 역 (아역: 김유주)
- 손여은 : 김수진 역 (아역: 한유은)
- 오승은 : 유진희 역 (아역: 고주희)
- 이유미 : 신현수 역 (아역: 정예인)
- 서지안 : 신화창조 역